# Finnmark
Finnmark (Finnmárku în sami) este o provincie situată în partea de nord a Norvegiei. 

## Istorie recentă
La 1 ianuarie 2020 prin fuziunea cu provincia Troms au format o nouă provincie numită Troms og Finnmark. 
În februarie 2022, conducerea provinciei nou-înființate a cerut Parlamentului norvegian divizarea acesteia în două.  
În luna iulie a aceluași an, cererea a fost aprobată de parlament, astfel că din 1 ianuarie 2024 se revine la situația inițială cu două provincii Finnmark și Troms. Diferit de situația dinainte de 2020 este mutarea comunei  Tjelsund din provincia Finnmark în provincia Troms.

## Comune
- Alta
- Berlevåg
- Båtsfjord
- Gamvik
- Hammerfest
- Hasvik
- Karasjok
- Kautokeino
- Kvalsund
- Lebesby
- Loppa
- Måsøy
- Nesseby
- Nordkapp
- Porsanger
- Sør-Varanger
- Tana
- Vadsø
- Vardø